# Francisco Rodríguez Araya
Francisco José Rodríguez Araya (Zúrich, Suiza, 14 de septiembre de 1995) es un futbolista suizo de origen español y chileno. Juega de volante por la banda y su club actual es el FC Luzern de la Super Liga Suiza.
Es hermano de los también futbolistas Roberto y Ricardo Rodríguez.

## Trayectoria
Francisco se inició en el FC Schwamendingen, luego pasó al FC Winterthur para finalmente sumarse al FC Zurich en 2012. En este club empezó jugando en el cuadro B hasta que el técnico Urs Meier lo subió al plantel profesional.
El 14 de agosto del 2015, fue citado a la selección chilena por Jorge Sampaoli para un amistoso contra Paraguay.

## Selección nacional
Ha sido internacional con la selección de Suiza en las categorías sub-19, sub-20 y sub-21.
Siendo hijo de padre español de la localidad gallega de Crecente (Pontevedra) y madre chilena oriunda de Viña del Mar, puede optar por jugar, además de con la selección de Suiza, con la selección española o bien por la selección chilena. En consecuencia fue citado por Jorge Sampaoli para los partidos de la Selección de fútbol de Chile a jugarse en septiembre de 2014 contra México y Haití, pero Francisco mandó una carta a la ANFP declinando la convocación, ya que todavía no había decidido en qué selección jugar.
El 14 de agosto de 2015 volvió a ser convocado para jugar con la Selección de fútbol de Chile, que se enfrentó a la Selección de fútbol de Paraguay el 5 de septiembre de 2015. Pero el 20 de agosto el jugador nuevamente declinó la convocatoria para jugar en la Selección Suiza Sub-21.

## Clubes
| Club                         | País     | Año       |
| ---------------------------- | -------- | --------- |
| FC Schwamendingen            | Suiza    | 2010-2011 |
| FC Winterthur                | Suiza    | 2011-2012 |
| FC Zürich B                  | Suiza    | 2012-2013 |
| FC Zürich                    | Suiza    | 2013-2015 |
| VfL Wolfsburgo               | Alemania | 2015      |
| → Arminia Bielefeld (cedido) | Alemania | 2016      |
| FC Luzern                    | Suiza    | 2017-2019 |
| FC Lugano                    | Suiza    | 2019-2020 |
| FC Schaffhausen              | Suiza    | 2020-Act. |

### Campeonatos nacionales
| Título                | Club       | País     | Año  |
| --------------------- | ---------- | -------- | ---- |
| Supercopa de Alemania | Wolfsburgo | Alemania | 2015 |